# Zmysłówka (powiat leżajski)
Zmysłówka – wieś w Polsce położona w województwie podkarpackim, w powiecie leżajskim, w gminie Grodzisko Dolne.
W latach 1975–1998 miejscowość administracyjnie należała do województwa rzeszowskiego.

## Części wsi
| SIMC    | Nazwa               | Rodzaj     |
| ------- | ------------------- | ---------- |
| 0650896 | Kopanie Zmysłowskie | osada      |
| 0650904 | Moczary             | część wsi  |
| 0650910 | Stafieje            | przysiółek |
| 0650927 | Wesoła              | osada      |

## Historia
Zmysłówka powstała w XVIII wieku. Należała do dóbr przeworskich Lubomirskich, a potem dóbr łańcuckich Potockich.
W 1921 roku w Zmysłówce było 103 domy.
W Zmysłówce znajduje się drewniany kościół pod wezwaniem św. Józefa, zbudowany w 1982 roku. Jest to kościół parafialny Parafii św. Józefa w Zmysłówce, wcześniej natomiast podlegał parafii Grodzisko Dolne. Obecny proboszcz w 2019 r. podjął decyzję o budowie nowego, murowanego kościoła.

## Położenie geograficzne
Zmysłówka położona jest na terenie nizinnym pagórkowatym, w pasie Kotlin Podkarpackich (dokładnie – w regionie Kotliny Sandomierskiej). Znajduje się na Płaskowyżu Kolbuszowskim, przez co położona jest zdecydowanie wyżej od otaczających ją miejscowości – Grodziska Górnego i Dolnego (190 m n.p.m.), Żołynia (210 m n.p.m.) i Leżajska (180 m n.p.m.), a jej najwyższy punkt położony jest na wysokości 264 m n.p.m.

## Osoby urodzone w Zmysłówce
- Emil Polit (1940–2024)
- gen. bryg. Witold Eugeniusz Sawicki (1896–1979)